# رابرتسن دیویس
رابرتسن دیویس (انگلیسی: Robertson Davies؛ زاده ۲۸ اوت ۱۹۱۳ درگذشته۲ دسامبر ۱۹۹۵) رمان‌نویس، منتقد، خبرنگار، نمایش‌نامه‌نویس، و استاد اهل کانادا بود.